# Saurauia putumayonis
Saurauia putumayonis är en tvåhjärtbladig växtart som beskrevs av Richard Evans Schultes och Garc.-barr. Saurauia putumayonis ingår i släktet Saurauia och familjen Actinidiaceae. Inga underarter finns listade i Catalogue of Life.